# 웅양
웅양(熊楊)은 중국 초나라의 제5대 군주이다. 웅승의 아들이다. 아들인 웅거가 뒤를 이었다.
| 전 임 아버지 웅승 | 제5대 초나라의 군주 | 후 임 아들 웅거 |